# Guiberto II (vescovo di Torino)
Guiberto II di Torino (... – Torino, 1120) è stato un vescovo cattolico italiano.

## Biografia
Guiberto II (anche Uberto o Umberto), fu vescovo di Torino dal 1118 al 1120. Prima di essere eletto alla sede episcopale, era prevosto della Cattedrale del Santissimo Salvatore.
Ottenuta la nomina di vescovo, resse la diocesi torinese per breve periodo essendo stato eletto alla fine del 1118 ed essendo già morto al principio dell'anno 1120.